# Крюс, Кеннет
Кеннет Д. Крюс — американский юрист в сфере авторского права и библиотекарь. Он особенно известен своими исследованиями образовательных и библиотечных исключений в авторском праве, Всемирная организация интеллектуальной собственности поручила ему провести анализ этих исключений по всему миру. Он часто выступает с докладами и консультациями по вопросам, связанным с авторским правом и библиотековедением. Крюс известен введением концепции «контрольного перечня добросовестного использования», которая пользуется широкой популярностью в библиотеках и академических компьютерных отделах.

## Биография
Крюс получил степень бакалавра по истории в Северо-Западном университете, диплом юриста в Университете Вашингтона, а также степень магистра и доктора в области библиотековедения в Калифорнийском университете в Лос-Анджелесе. Его диссертация получила награды от Ассоциации колледжей и научных библиотек и Ассоциации по изучению высшего образования.
С 1980 по 1990 год Крюс практиковал в коммерческом и корпоративном праве в Лос-Анджелесе. Начиная с 1994 года Крюс работал в Индианском университете Пердью, создав первое бюро регистрации авторских прав на базе университета. В 2003 году Крюс присоединился к Мюнхенскому правовому центру интеллектуальной собственности. В 2008 году Крюс стал работать в Колумбийском университете в качестве директора «Консультативного бюро по авторскому праву» и адъюнкт-преподавателем на юридическом факультете.
В 2008 году Крюс был вызван в качестве эксперта в деле Издательство Кембриджского университета против Паттона, предметом спора была практика системы электронных резервов Университета штата Джорджия.
В феврале 2014 года Крюс ушёл с поста директора Консультативного бюро и присоединился к частной юридической фирме в Лос-Анджелесе, сохранив при этом связь с университетом, и продолжая участвовать в программе Мюнхена.

## Работы
- Copyright, Fair Use, and the Challenge for Universities: Promoting the Progress of Higher Education (1993)
- Study on Copyright Limitations and Exceptions for Libraries and Archives, WIPO (2008)
- Study on Copyright Limitations and Exceptions for Libraries and Archives, WIPO (2014)
- Study on Copyright Limitations and Exceptions for Libraries and Archives, WIPO (2015)
- Copyright Law for Librarians and Educators (2000; 3rd edition, 2012)